# Abdij Gernrode

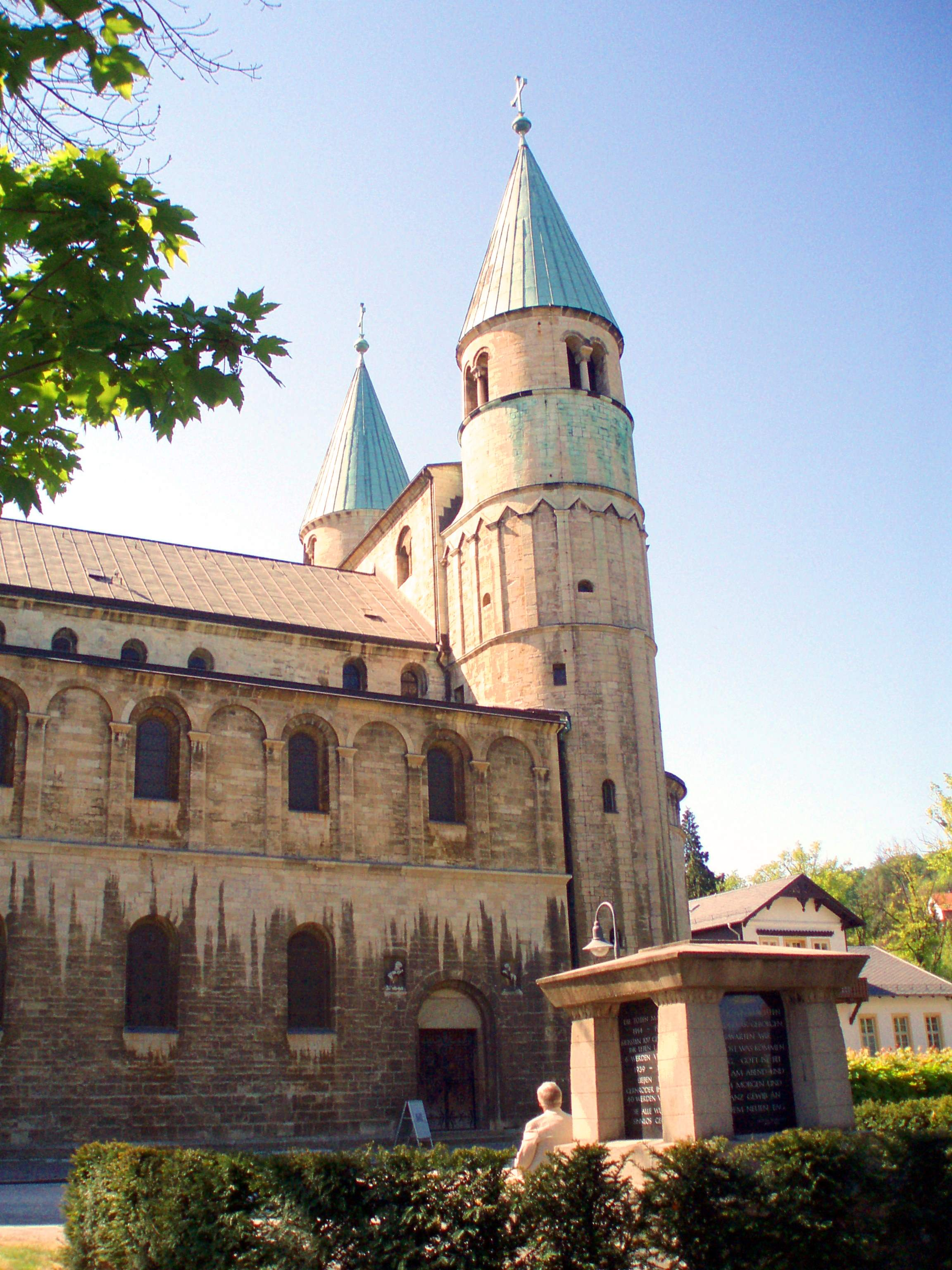
Abdijkerk Gernrode

Gernrode was een tot de Opper-Saksische Kreits behorende abdij binnen het Heilige Roomse Rijk.
Markgraaf Gero van Brandenburg had te Gernrode am Harz een burcht om zijn Oost-Saksische bezittingen te kunnen beheersen. Omdat hij zonder nakomelingen was, transformeerde hij zijn zetel in een sticht voor kanunnikessen. De eerste abdis was zijn schoondochter Hathui. Keizer Otto I nam het sticht in koninklijke bescherming en verleende het sticht de immuniteit, de vrije keuze van de voogd en de vrije keuze van de abdis. Gero had het sticht ook onder pauselijke bescherming gesteld. Dit gaf confrontaties met de bisschop van Halberstadt, die het sticht binnen zijn jurisdictie wilde houden. 
Hoewel de abdij tot de rijksstanden behoorde, slaagde zij er niet in de volle landshoogheid te verwerven. 
Omstreeks 1530 werd de Reformatie ingevoerd, waarna Gernrode als een evangelisch sticht bleef bestaan. De abdissen werden ook in de nieuwe situatie door de keizer bevestigd. De vorsten van Anhalt waren voogd van het sticht en gebruikten deze positie door steeds prinsessen van Anhalt te laten kiezen. Na 1614 werd er geen abdis meer gekozen, waarna het sticht de facto bij Anhalt was ingelijfd. De laatste abdis trad in 1610 af omdat zij in het huwelijk trad.

## Regenten
- 961-1016: Hedwig I van Lausitz
- 1016-1036: Adelheid I van Lausitz
- 1036-1056: Eilicke van Ballenstedt
- 1056     : Hedwig II van Stade
- 1118     : Hedwig III
- 1205-1206: Richenza
- 1206-1221: Adelheid II van Büren
- 1221-1244: Sofie van Saksen
- 1244-1249: Irmgard I
- 1249-1267: Oda I
- 1267-1296: Mathilde van Brunswijk
- 1296-1305: Irmgard II
- 1305-1315: Hedwig IV
- 1315-1324: Gertrude I van Bovenden
- 1332-1336: Jutta van Osede
- 1336-1344: Gertrude II van Eberstein
- 1344-1348: Gertrude III van Hessenem
- 1348-1374: Adelheid III van Anhalt
- 1374-1400: Adelheid IV van de Walde
- 1400-1425: Bertradis van Schnaudit
- 1425-1445: Agnes Schenk van Landsberg
- 1445-1463: Mathilde II van Anhalt
- 1463-1469: Margaretha van Merwitz
- 1469-1504: Scholastika van Anhalt
- 1504-1532: Elisabeth I van Weida
- 1532-1548: Anna I Reuss van Meissen
- 1548-1558: Anna II van Kittlitz
- 1558-1564: Elisabeth II van Gleichen
- 1565-1569: Elisabeth III van Anhalt
- 1570-1577: Anna Maria van Anhalt
- 1578-1581: Sybilla van Anhalt
- 1581-1586: Agnes Hedwig van Anhalt
- 1586-1593: Dorothea Maria van Anhalt
- 1593-1610: Sophia Elisabeth van Anhalt